# 潜江駅
潜江駅（せんこうえき）は、 中華人民共和国湖北省潜江市楊市街道にある漢宜線の駅で、2012年に建てられ、武漢鉄道局の管轄である。 

## 駅周辺
- 沪渝高速道路
- 青龍郷植物園

## 歴史
- 2012年に構築された。

## 参考資料
1. ↑  潜江高铁站介绍